# Семёновский сельсовет (Шатурский район)
Семёновский сельсовет — упразднённая административно-территориальная единица, существовавшая на территории Шатурского района Московской области до 1977 года. Административным центром была деревня Семёновская.

## История
В 1923 году Семёновский сельсовет находился в составе Лузгаринской волости Егорьевского уезда Московской губернии.
В 1926 году в Семёновский сельсовет включена территория упразднённого Мининского сельсовета. Таким образом, к началу 1927 года в составе сельсовета находились деревни Семёновская, Сидоровская, Минино и село Вышелес.
В 1927 году из Семёновского сельсовета выделен Мининский сельсовет, однако в ходе реформы административно-территориального деления СССР в 1929 году Мининский сельсовет вновь присоединён к Семёновскому, который вошёл в состав Шатурского района Орехово-Зуевского округа Московской области. В 1930 году округа были упразднены.
10 июля 1933 года Семёновский сельсовет был передан из упразднённого Шатурского района в Коробовский.
20 августа 1939 года сельсовет был передан во вновь образованный Кривандинский район.
14 июня 1954 года в состав сельсовета вошли деревни Маланьинская, Пожога и Фединская из упразднённого Маланьинского сельсовета.
11 октября 1956 года после упразднения Кривандинского района сельсовет передан вновь образованному Шатурскому району.
20 августа 1960 года в состав Семёновского сельсовета включена железнодорожная станция Пожога.
1 февраля 1963 года в ходе реформы административно-территориального деления Шатурский район был упразднён, а его сельская территория (сельсоветы) включена в состав вновь образованного Егорьевского укрупнённого сельского района.
11 января 1965 года Егорьевский укрупненный сельский район был расформирован, а на его месте были восстановлены Егорьевский и Шатурский районы. Семёновский сельсовет вновь вошёл в состав Шатурского района.
14 марта 1977 года Семёновский сельсовет был упразднён, а его территория разделена между Лузгаринским и Дмитровским сельсоветами — деревни Минино, Семёновская, Сидоровская и посёлок станции Осаново отошли к Лузгаринскому сельсовету, а деревни Маланьинская, Пожога, Фединская и посёлок станции Пожога к Дмитровскому.